# كينيث هايد
كينيث هايد (بالإنجليزية: Kenneth Hyde)‏ هو مؤرخ بريطاني، ولد في 14 أغسطس 1930، وتوفي في 10 ديسمبر 1986.